# Hesperis
Cet article possède un paronyme, voir Hespéris.
Genre
Classification phylogénétique
Hesperis est un genre de plantes à fleurs de la famille des Brassicaceae.

## Liste d'espèces
Selon BioLib (26 septembre 2024) :
- Hesperis armena Boiss.
- Hesperis aspera E. Fourn.
- Hesperis balansae E. Fourn.
- Hesperis bicuspidata (Willd.) Poir.
- Hesperis boissieriana Bornm.
- Hesperis bottae E. Fourn.
- Hesperis breviscapa Boiss.
- Hesperis buschiana Tzvelev
- Hesperis cilicica (Bornm.) Tzvelev
- Hesperis dinarica Beck
- Hesperis inodora L.
- Hesperis kotschyana Fenzl
- Hesperis kotschyi Boiss.
- Hesperis laciniata All. - Julienne laciniée
- Hesperis matronalis L. - Julienne des dames
- Hesperis microcalyx E. Fourn.
- Hesperis nivea Baumg.
- Hesperis novakii F. Dvořák
- Hesperis pendula DC.
- Hesperis persica Boiss.
- Hesperis podocarpa Boiss.
- Hesperis pycnotricha Borbás & Degen
- Hesperis slovaca (F. Dvořák) F. Dvořák
- Hesperis stellata F. Dvořák
- Hesperis steveniana DC.
- Hesperis sylvestris Crantz
- Hesperis syriaca (DC.) F. Dvořák
- Hesperis theophrasti Borbás
- Hesperis thyrsoidea Boiss.
- Hesperis tristis L.
- Hesperis unguicularis Boiss.